# 1990-es köztársaságielnök-választás Magyarországon
|                                       |                    |        |
| \| \| 1990. augusztus 3. \| 1995 → \| |                    |        |
|                                       | 1990. augusztus 3. | 1995 → |

|  | 1990. augusztus 3. | 1995 → |

|             |             |
|             |             |
| Elnökjelölt | Göncz Árpád |
| Párt        | SZDSZ       |
| Szavazat    | 295         |

| Köztársasági elnök a választás előtt | Köztársasági elnök a választás után |
| Szűrös Mátyás (ideiglenesen)         | Göncz Árpád                         |

A rendszerváltás utáni első köztársaságielnök-választást Magyarországon 1990. augusztus 3-án tartották. Az alkotmány értelmében a Magyar Köztársaságban az 1990-es népszavazás eredményeként a köztársasági elnököt a parlament választja meg.

## Előzmény
1989. november 26-án népszavazást tartottak Magyarországon. Többek között a köztársasági elnök megválasztásának idejéről is. Ennek értelmében a köztársasági elnököt az újonnan felálló országgyűlés után kell megválasztani. Ugyanakkor annak módjáról nem döntöttek. A kormánypárti MDF és a legerősebb ellenzéki párt az SZDSZ paktuma értelmében az SZDSZ volt jogosult köztársasági elnököt javasolni. 

## Jelöltek
SZDSZ - Az MDF-SZDSZ paktum értelmében a párt Göncz Árpádot jelölte államfőnek. 

## Szavazás
Göncz Árpádot az országgyűlés 295 igen, 13 nem ellenében köztársasági elnökké választotta. 

## Hivatalba lépés
Megválasztása után Göncz nem léphetett azonnal hivatalába, ugyanis Király Zoltán független képviselője népszavazást kezdeményezett a nép általi közvetlen államfő választásról. Király kezdeményezése mögé beállt az MSZP-is. A népszavazást július 29-én rendezték, nagyon alacsony részvétel mellett (csak 14% szavazott, ez azóta is a legalacsonyabb eredmény). Az voksolók 85,9% támogatta volna a közvetlen elnökválasztást. 
Az 1990-es magyarországi népszavazás érvénytelensége okán a Parlament 1990. augusztus 3-án megerősítette a május 2. elnökválasztás eredményét és így Göncz Árpád a harmadik magyar köztársaság első államfője lett. 